# Sint-Petrus-en-Pauluskerk (Waasten)

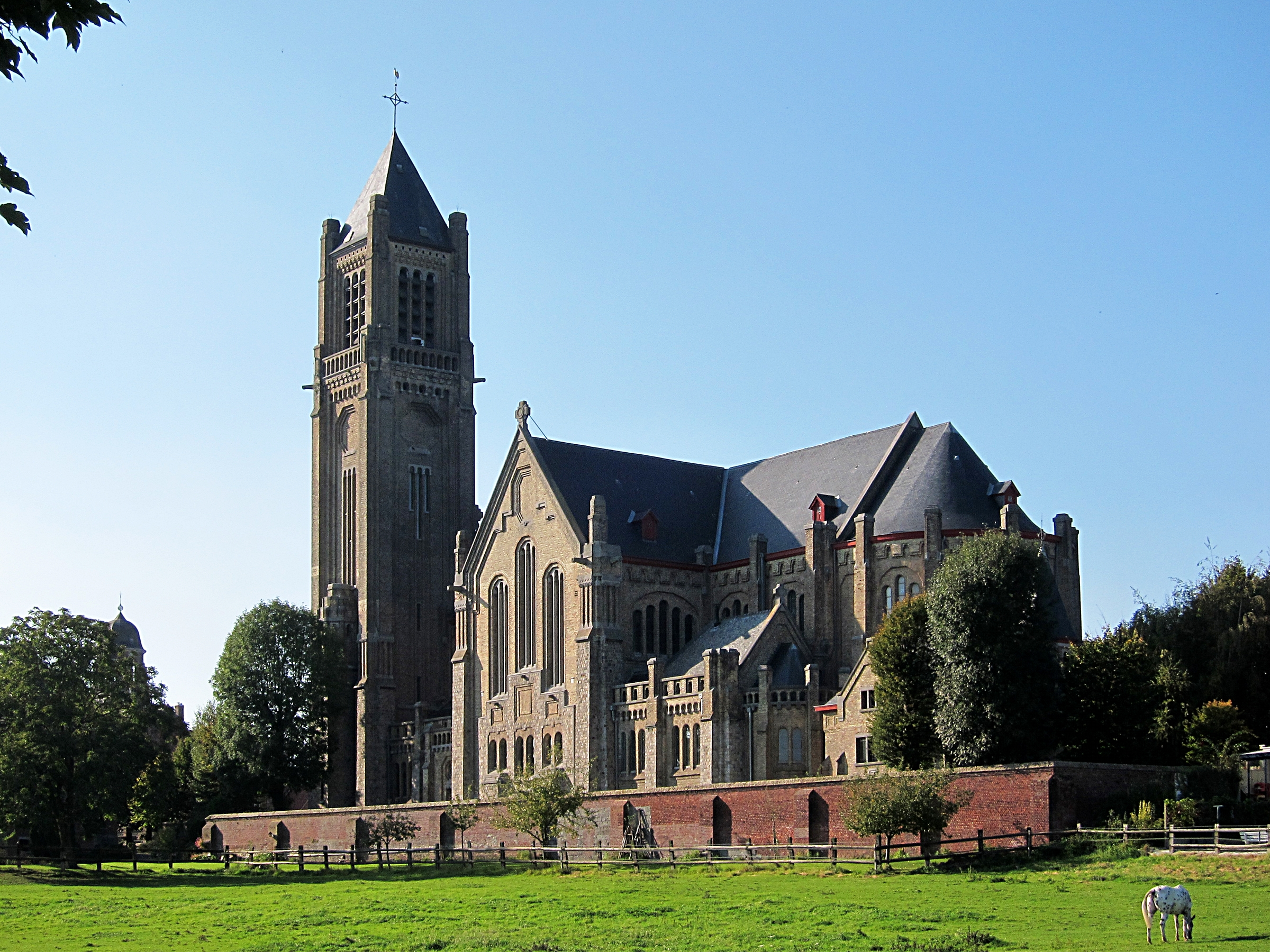
Sint-Petrus-en-Pauluskerk

De Sint-Petrus-en-Pauluskerk is de parochiekerk van de tot de gemeente Komen-Waasten behorende stad Waasten in de Belgische provincie Henegouwen.

## Geschiedenis
Het is niet bekend wanneer de eerste kerk in Waasten werd gebouwd. Alleen het feit dat de kerk aan Sint-Petrus werd gewijd wijst op een vroege oorsprong. Mogelijk werd al in de 7e eeuw een kerk gebouwd, die echter in de 9e eeuw door de Noormannen werd verwoest.
In de 11e eeuw werd er gewag gemaakt van een kapittelkerk met 10 seculiere kanunniken. In 1138 werd door de reguliere kanunniken de augustijner Abdij van Waasten gesticht. De abdijkerk werd in de loop van de eeuwen herhaaldelijk verwoest en heropgebouwd.
Tijdens de Franse Revolutie werd de abdij verwoest. Krachtens het Concordaat van 1802 werd de abdijkerk verder als parochiekerk gebruikt. Dit bouwwerk had een Romaanse toren.
Tijdens de Eerste Wereldoorlog, in 1915, werd de kerk verwoest. Tussen 1925 en 1927 werd een nieuwe kerk gebouwd naar ontwerp van Theo Raison. Deze grote kerk staat wel bekend als de Kathedraal van de Leie.

## Gebouw
Het bouwwerk kenmerkt zich door neoromaanse en neobyzantijnse bouwstijlen, in toenmalig eigentijdse, art-deco-achtige vormen gegoten.
Het is een driebeukige kruiskerk waarvan het schip heel breed is. Het koor wordt omgeven door zijkapellen.

## Meubilair
Bij het kerkmeubilair, in art-nouveaustijl, werd geëmailleerd gres toegepast.
In de crypte vindt men de gepolychromeerde graftombe van Robert van Kassel, die heer van Waasten was van 1320 tot 1331.
Het koorgestoelte is in barokstijl van 1714, en werd vervaardigd door L. Gombette. Tijdens de Eerste Wereldoorlog werd het in veiligheid gebracht in het Begijnhof van Kortrijk.
Het 18e-eeuwse doopvont is vervaardigd uit rood marmer en werd gered uit de verwoeste kerk.
De kerk bevat een aantal glas-in-loodramen. Die in het zuidelijke transept hebben betrekking op het leven van Jan I van Waasten, die bisschop was van het bisdom Terwaan (1099-1130).